# QDX (VDA)
QDX ist die Abkürzung für Quality Data eXchange und bezeichnet einen IT-Standard, welcher von einem Arbeitskreis des Verbandes der Automobilindustrie (VDA) erarbeitet wurde. Ziel des Standards, der auf XML-Technologie basiert, ist es, Qualitätsdaten (Reklamationen, 8D-Berichte usw.) auf elektronischem Wege (also ohne Medienbruch) zwischen CAQ-Systemen verschiedener Hersteller austauschen zu können.
Im Einzelnen definiert QDX folgende Dokumente:
- Projektplan
- Statusreport inkl. Liste offener Punkte
- Liste der kritischen Produkt- und Prozessmerkmale
- Messmittel-Fähigkeitsuntersuchung
- Maschinen-Fähigkeitsuntersuchung
- Prozess-Fähigkeitsuntersuchung
- Managementsysteme-Zertifikat und Werksprüfzeugnis
- Vorläufige oder befristete Freigabe
- Produktionsprozess- und Produktfreigabe
- Reklamation und Beanstandungsmeldung
- 8D-Report zur Reklamationsabwicklung
- Verkürzte Rückmeldung zur Anerkennung von Reklamationen
- Rückmeldung zur Reklamation von Feldausfällen
- Garantie- und Kulanzdaten

Die aktuelle Version 2.0 des QDX-Standards wurde am 9. November 2009 freigegeben.